# Aeroportul Dewadaru
Aeroportul Dewadaru (în indoneziană Bandar Udara Dewandaru) (IATA: KWB, ICAO: WAHU) este un aeroport din Kemujan⁠(d), Karimunjawa⁠(d), Jepara⁠(d), Java Centrală, Indonezia ce deservește zona Karimunjawa⁠(d).
Situat la o altitudine de 8 m, aeroportul dispune de 1 pistă și ocupă o suprafață de 1.871.900 m².

## Infrastructură

### Piste
Aeroportul dispune de o singură pistă. Pista 13/31 are suprafața de asfalt și dimensiunile 1.200 m × 30 m. 